# Euprepoptera polychroma
Euprepoptera polychroma är en insektsart som beskrevs av Boris Petrovich Uvarov 1953. Euprepoptera polychroma ingår i släktet Euprepoptera och familjen gräshoppor. Inga underarter finns listade i Catalogue of Life.